# Ōita Broadcasting System
Ōita Broadcasting System, Inc. (株式会社大分放送 Kabushiki-Gaisha Ōita Hōsō, viết tắt: OBS) là mạng truyền hình địa phương Nhật Bản có trụ sở tại thành phố Ōita, tỉnh Ōita. Thành lập vào ngày 1 tháng 10 năm 1953. OBS là thành viên liên kết với mạng truyền hình Japan News Network.